# Кръвен серум
Кръвният серум представлява кръвна плазма, която е лишена от белтъка фибриноген и други кръвосъсирващи фактори. Липсата на този белтък прави кръвосъсирването невъзможно. В плазмата е запазена голяма част от антителата, а заради отсъствието на фибриноген рязко се увеличава стабилността ѝ.
Кръвните серуми се получават или чрез естествено коагулиране на плазмата (нативни серуми), или чрез утаяване на фибриногена с калциеви йони.
Кръвен серум се отделя при анализ на кръвта за инфекциозни заболявания, при оценка на ефективността на ваксинациите, а също при биохимичен анализ на кръвта.
Имунен серум (антисерум) е кръвен серум, съдържащ антитела против определени антигени. Такива серуми се инжектират на болния с лечебна цел или като временна защита (за създаване на пасивен имунитет) срещу различни заболявания. Имунните серуми се използват като лекарствени препарати при много инфекциозни заболявания (тетанус, дифтерит, грип) и при отравяния (със змийска отрова, ботокс). Методът на лечение с кръвни серуми (серотерапия) е разработен в края на 19 век от Емил фон Беринг, Китасато Сибасабуро, Емил Ру и Александър Йерсен.
Серуми, белязани с ферменти, радионуклиди и луминофори, се използват в диагностиката на някои заболявания и в научните изследвания.